# Stadion Górnika Wieliczka
Stadion Górnika Wieliczka – stadion sportowy w Wieliczce, w Polsce. Został otwarty w 1960 roku. Może pomieścić 1200 widzów. Swoje spotkania rozgrywają na nim piłkarze klubu Górnik Wieliczka.

## Historia
Budowa stadionu dla Górnika Wieliczka rozpoczęła się w 1949 roku. Obiekt powstawał w miejscu, w którym podczas II wojny światowej istniał hitlerowski obóz pracy przymusowej. Budowa trwała 11 lat, a do czasu oddania do użytku nowego obiektu, Górnik Wieliczka korzystał ze stadionu Wieliczanki.
W latach 1998–2009 piłkarze Górnika Wieliczka występowali na trzecim poziomie ligowym.
Podczas finałów Euro 2012 na stadionie trenowała, stacjonująca w Wieliczce, piłkarska reprezentacja Włoch (jednak jej główną bazą treningową podczas turnieju był stadion Cracovii). Podczas mistrzostw Europy do lat 17 w 2017 roku obiekt stanowił natomiast bazę treningową dla reprezentacji Niemiec, która sięgnęła po triumf w tym turnieju. Na stadionie trenowała również m.in. reprezentacja Polski.